# Bergstein (Hohe Loog)
Der Bergstein, auch Hambacher Bergstein genannt, ist eine als Naturdenkmal ausgewiesene Sandstein-Felsformation, die sich im Pfälzerwald am Osthang der Hohen Loog auf der Gemarkung von Hambach an der Weinstraße befindet. Er trägt die Nummer ND-7316-202.

## Lage und Beschreibung
Der Bergstein ist eine Felspartie, deren Gipfel sich auf ca. 481,3 m ü. NHN am zum Ostabbruch des Pfälzerwalds gehörenden Hohe-Loog-Massiv befindet. Er ist vom Osthang gemessen, wo sich ein kleines Geröllfeld befindet, etwa 8 m hoch und hat ein an ihn angrenzendes Geröllfeld. Über eine Eisentreppe mit Geländern kann ein kleines, rechteckiges Plateau bestiegen werden, welches seinerseits ebenfalls mit Geländern gesichert ist. Er liegt etwa 300 m südwestlich (Luftlinie) des Trittbrunnenwegs/Bergsteinstraße des Ortsteils Hambach an der Weinstraße und ist nur zu Fuß erreichbar. Er gilt als Aussichtspunkt auf das Hambacher Schloss und das Rheintal.

## Felsformationen in der Umgebung
In der näheren Umgebung des Bergsteins befinden sich unter anderem noch der Hermannsfels (im Kaltenbrunner Tal), der Zigeunerfels (am Nollenkopf), der Bergstein auf dem Weinbiet, und das Felsenmeer Hüttenberg auf dem gleichnamigen Berg.

## Verkehr und Wandern
Östlich des Bergsteins führt die Kreisstraße 14 vorbei, zudem liegt die Bergsteinstraße in seiner Nähe. Direkt am Bergstein vorbei führt der Pfälzer Weinsteig. Außerdem passiert ihn der Fünf-Sinne-Pfad knapp östlich.